# Опасный элемент
«Опасный элемент» (англ. Radioactive) — британский драматический фильм о жизни Марии Склодовской-Кюри, вышедший в 2019 году. Снят Маржан Сатрапи на основе графического романа Лорена Реднисса Radioactive: Marie & Pierre Curie: A Tale of Love and Fallout.
Премьера фильма состоялась на фестивале в Торонто в 2019 году. В прокат он был выпущен британским филиалом французской компании StudioCanal.
Фильм рассказывает о событиях из жизни и о работе Марии Склодовской-Кюри: её встрече с мужем и партнёром по исследованиям Пьером Кюри, открытии полония и радия, трагической гибели Пьера под конным экипажем и её романе с Полем Ланжевеном. Эпизоды из жизни Марии перемежаются изображениями будущих событий, которые связаны с её открытиями: лучевая терапия, атомные бомбардировки Хиросимы и Нагасаки, «Проект Манхэттен», чернобыльская катастрофа.

## Сюжет
Фильм начинается со сцены в 1934 году, когда Мария Кюри теряет сознание в своей лаборатории в Париже. Когда её срочно везут в больницу, она вспоминает свою жизнь. В 1893 году ей часто отказывали в финансировании из-за её пола, но она вступила в творческое партнёрство с Пьером Кюри. После того, как Мари открыла полоний и радий, они полюбили друг друга, поженились и родили двоих детей. Вскоре Мари объявляет об открытии радиоактивности, совершившем революцию в физике и химии. Вскоре радий используется в ряде коммерческих продуктов. Пьер берёт Мари на сеанс спиритизма, где радий используется для попытки связаться с мёртвыми, но Мари не одобряет спиритизм и идею загробной жизни после смерти её матери в Польше.
Хотя Пьер отвергает орден Почётного легиона за то, что он не номинировал Мари, и настаивает на том, чтобы они вместе разделили Нобелевскую премию по физике, Мари взволнована тем, что он принял премию в Стокгольме без неё. Вскоре после этого Пьер заболевает анемией в результате своих исследований, и его затоптала лошадь. Хотя изначально она отвергает опасения, что её элементы токсичны, всё большее число людей умирает от серьёзных заболеваний после воздействия радия. В депрессии она заводит роман со своим коллегой Полем Ланжевеном. Хотя она получает должность профессора Пьера в Сорбонне, французская националистическая пресса сообщает подробности её романа с Ланжевеном, и она подвергается преследованиям со стороны ксенофобных толп из-за её польского происхождения. Она возвращается в дом, где присутствовала на сеансе, и со слезами на глазах умоляет свою подругу Лои Фуллер, которая была там, попытаться использовать радий, чтобы связаться с Пьером. Когда она получает Нобелевскую премию по химии в 1911 году, она игнорирует инструкции комитета не ехать в Стокгольм, и все присутствующие женщины с энтузиазмом приветствуют её.
В 1914 году, когда начинается Первая мировая война, её уже повзрослевшая дочь Ирэн убеждает её возглавить рентгеновскую установку на Западном фронте, чтобы определить, нужна ли ампутация раненым солдатам; они финансируют рентгенодиагностические установки, продавая правительству её золотые медали Нобелевской премии. Ирэн начинает встречаться с Фредериком Жолио, но Мари не одобряет их отношения, потому что они исследуют искусственную радиоактивность, и предупреждает Ирен, чтобы она больше не видела его и не исследовала радиоактивность. Хотя она отказывается ей подчиняться, они вместе отправляются на Западный фронт, чтобы запустить рентгеновский аппарат.
Сцены из её жизни переплетаются со сценами, изображающими последствия её открытий в будущем, включая дистанционную лучевую терапию в больнице Кливленда в 1956 году, атомные бомбардировки Хиросимы и Нагасаки, испытание ядерной бомбы в Неваде в 1961 году и Чернобыльскую катастрофу в 1986 году. Когда она умирает в 1934 году, она видит видения этих событий, прежде чем проснуться в больничной палате. Приходит Пьер, и они вместе покидают больницу.
Фильм завершается заявлением о том, что мобильное подразделение Кюри сделало рентген более миллиона человек во время войны, «спасая бесчисленное количество жизней», что их исследования будут использованы для создания лучевой терапии и что Жолио-Кюри открыли искусственную радиоактивность в 1935 году.
Фильм заканчивается фотографией Марии Кюри на Сольвеевской конференции 1927 года.

## В ролях
- Розамунд Пайк — Мария Склодовская-Кюри
- Сэм Райли — Пьер Кюри
- Аня Тейлор-Джой — Ирен Кюри
  - Ариелла Глейзер — Ирен Кюри в юности
  - Индика Уотсон[англ.] — Ирен Кюри в детстве
- Кара Боссом — Ева Кюри
- Анейрин Барнард — Поль Ланжевен
- Кэтрин Паркинсон — Жанна Ланжевен
- Саймон Расселл Бил — Габриэль Липпман
- Тим Вудворд[англ.] — Александр Мильеран
- Джонатан Арис — Хитрид
- Мирьям Новак[англ.] — сестра Франсуаза
- Кори Джонсон — Адам Уорнер
- Деметри Горицас[англ.] — доктор Перкинс
- Майкл Гулд — судья Кларк
- Дрю Джейкоби[англ.] — Лои Фуллер
- Пол Альбертсон — Пол Тиббетс

## Производство

### Разработка
В феврале 2017 года было объявлено о том, что Маржан Сатрапи снимет фильм о жизни Марии Кюри, и в работе над этим фильмов примут участие компании StudioCanal и Working Title Films. Об участии в проекте Розамунд Пайк в качестве исполнительницы главной роли стало известно во время Канского фестиваля 2017.

### Съёмки
Съёмки фильма начались в феврале 2018 года и проходили в венгерских городах Будапеште и Эстергоме. К актёрскому составу присоединились Сэм Райли, Аня Тейлор-Джой, Анейрин Барнард и Саймон Расселл Бил.

## Выход
Премьерный показ фильма состоялся на закрытии кинофестиваля в Торонто 14 сентября 2019 года. В Британии первый показан «Опасного элемента» был приурочен к международному женскому дню и прошёл 8 марта 2020 года в кинотеатре Curzon Mayfair Cinema в то время, как широкий прокат фильма начинался 20 марта, однако был отменён из-за пандемии COVID-19. StudioCanal в итоге начала продажи цифровых копий фильма 15 июня 2020 года, 6 июля открыла доступным по запросу, а 27 июля выпустила его на DVD. Компания Amazon Studios, владеющая правами на прокат фильма в США, планировала начать показ в кинотеатрах 24 апреля 2020 года, но выпустила его 24 июля на сервисе Prime Video.

## Критика
На сайте Rotten Tomatoes рейтинг фильма, основанный на 102-х рецензиях, составляет 64 % со средней оценкой 6,05/10. Консенсус критиков гласит: «несовершенный сценарий и неэффективный подход к повествованию компенсированы игрой Розамунд Пайк, искренне отдающей должное выдающемуся научному уму». На Metacritic у фильма средневзвешенный рейтинг 56 из 100 на основании 29-ти рецензий, что соответствует «смешанным отзывам».
Дебора Янг из The Hollywood Reporter похвалила исполнение Пайк, темп и обращение с темой. The Independent раскритиковал фильм, поставив ему две звезды. Издание The Guardian назвало фильм шаблонным, высказав претензии к сценарию и режиссуре, и оценило его в одну звезду из пяти. Кейт Тейлор из The Globe and Mail заключила: «…зритель может решить, что будет лучше прочитать графический роман».